# Santa Catalina Quieri
Santa Catalina Quieri là một đô thị thuộc bang Oaxaca, México. Năm 2005, dân số của đô thị này là 992 người.